# Opisthoxia croesaria
Opisthoxia croesaria là một loài bướm đêm trong họ Geometridae.